# Cronologia de Jesús
Una cronologia de Jesús té com a objectiu establir una línia de temps per als esdeveniments històrics de la vida de Jesús. Els Evangelis cristians són principalment documents teològics en comptes de reports historiogràfics. Tanmateix, es poden emprar fonts coetànies per datar els esdeveniments més importants de la vida de Jesús de Natzaret.
S'han utilitzat dos mètodes per calcular l'any de naixement de Jesús, l'un basat en les narracions del seu naixement als Evangelis, amb referència al regnat d'Herodes el Gran; l'altre treballant en retrocés a partir de la seva edat declarada de «trenta anys» quan va començar a predicar: la majoria dels estudiosos, sobre aquesta base, assumeixen una data de naixement entre els anys 6 i 4 aC.
S'han fet servir també tres detalls per calcular l'any en què Jesús va començar a predicar: una menció de la seva edat durant l'any quinze del regnat de Tiberi, un altre relatiu a la data de la reconstrucció del Temple de Jerusalem, i la mort de Joan Baptista. Per tant, els experts calculen que Jesús va començar a predicar, i a reunir seguidors, entre els anys 27 i 29 dC. D'acord amb els tres Evangelis sinòptics, Jesús va continuar predicant durant almenys un any; i d'acord amb l'Evangeli segons Joan, durant tres anys.
Hi ha tres enfocaments principals per calcular la data de la crucifixió de Jesús. L'un fa servir fonts no cristianes, com Flavi Josep i Tàcit. Un altre retrocedeix a partir de l'esdeveniment històricament ben establert de Pau de Tars a Acaia, per calcular la data de la seva conversió. Tots dos enfocaments donen lloc a l'any 36 dC com a límit superior de la crucifixió. D'aquesta manera, els estudiosos generalment concorden que Jesús va ser crucificat entre el 30 i el 36 dC. Algunes estimacions puntuals astronòmiques se centren en el dia divendres 3 d'abril del 33 dC i, amb menys freqüència, divendres 7 d'abril del 30 dC.

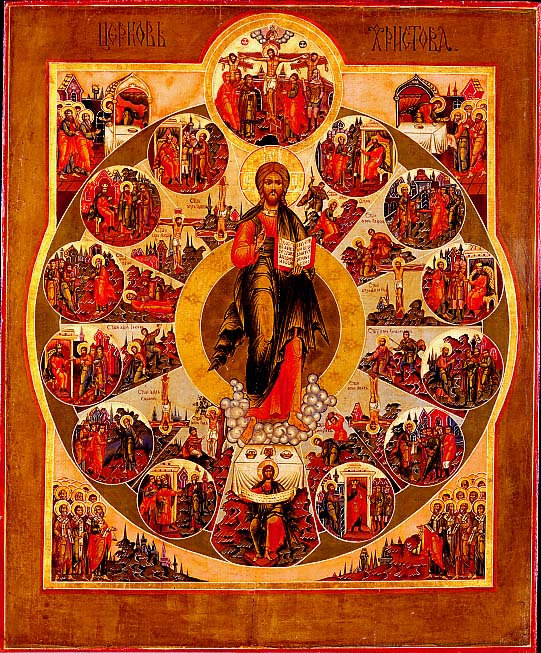
Icona russa medieval representant la Vida de Crist.

## Context i generalitats

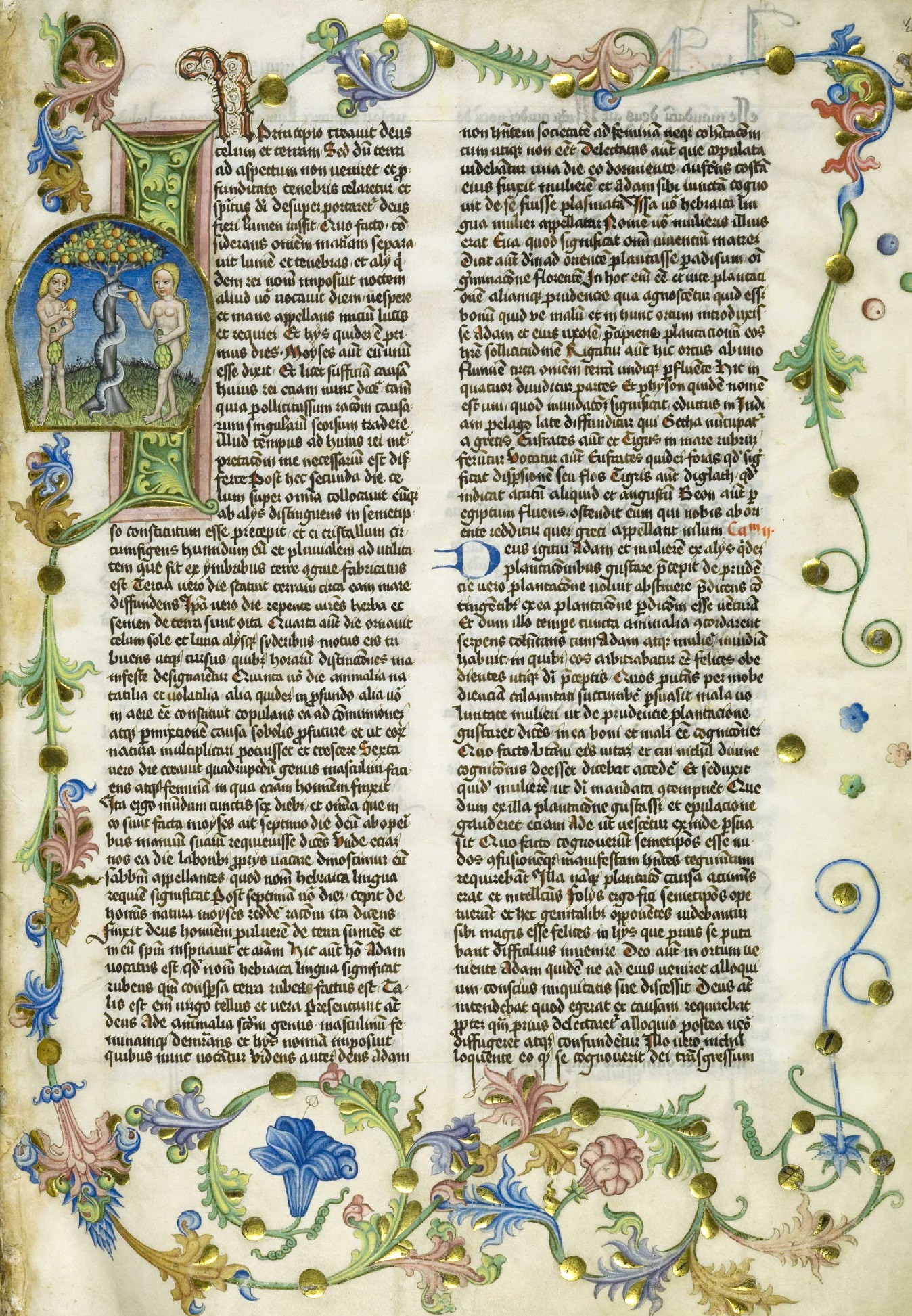
Antiguitats judaiques de Flavi Josep, una font per a la cronologia de Jesús.

Els Evangelis cristians no pretenen proporcionar una llista exhaustiva dels esdeveniments a la vida de Jesús. Es van escriure com documents teològics en el context del cristianisme primitiu, en comptes de cròniques històriques, i els seus autors van mostrar poc interès en una cronologia absoluta de Jesús o en la sincronització dels episodis de la seva vida amb la història de l'època. Una manifestació dels Evangelis com documents teològics en comptes de cròniques històriques és que dediquen un terç del text a set dies, és a dir, l'última setmana de la vida de Jesús a Jerusalem.
Tot i que proporcionen pocs detalls sobre els esdeveniments perquè puguin ser datats amb claredat, és possible establir alguns intervals de temps respecte dels principals esdeveniments de la seva vida a través de correlacions amb altres fonts. Una sèrie de documents històrics no cristians, com les fonts judaiques i grecoromanes, s'han fet servir en l'anàlisi històrica de la cronologia de Jesús. Virtualment tots els historiadors moderns estan d'acord que Jesús va existir, i consideren el seu baptisme i crucifixió com esdeveniments històrics, i s'assumeix que els rangs aproximats per a aquests fets es poden calcular.
Fent servir aquests mètodes, la majoria dels estudiosos assumeixen una data de naixement entre el 6 i el 4 aC, que la predicació va haver de començar entre els anys 27 i 29 dC i va durar d'un a tres anys. Els experts calculen la mort de Jesús entre el 30 i el 36 dC.

## Data de naixement

### Relats de la Nativitat: Lluc i Mateu

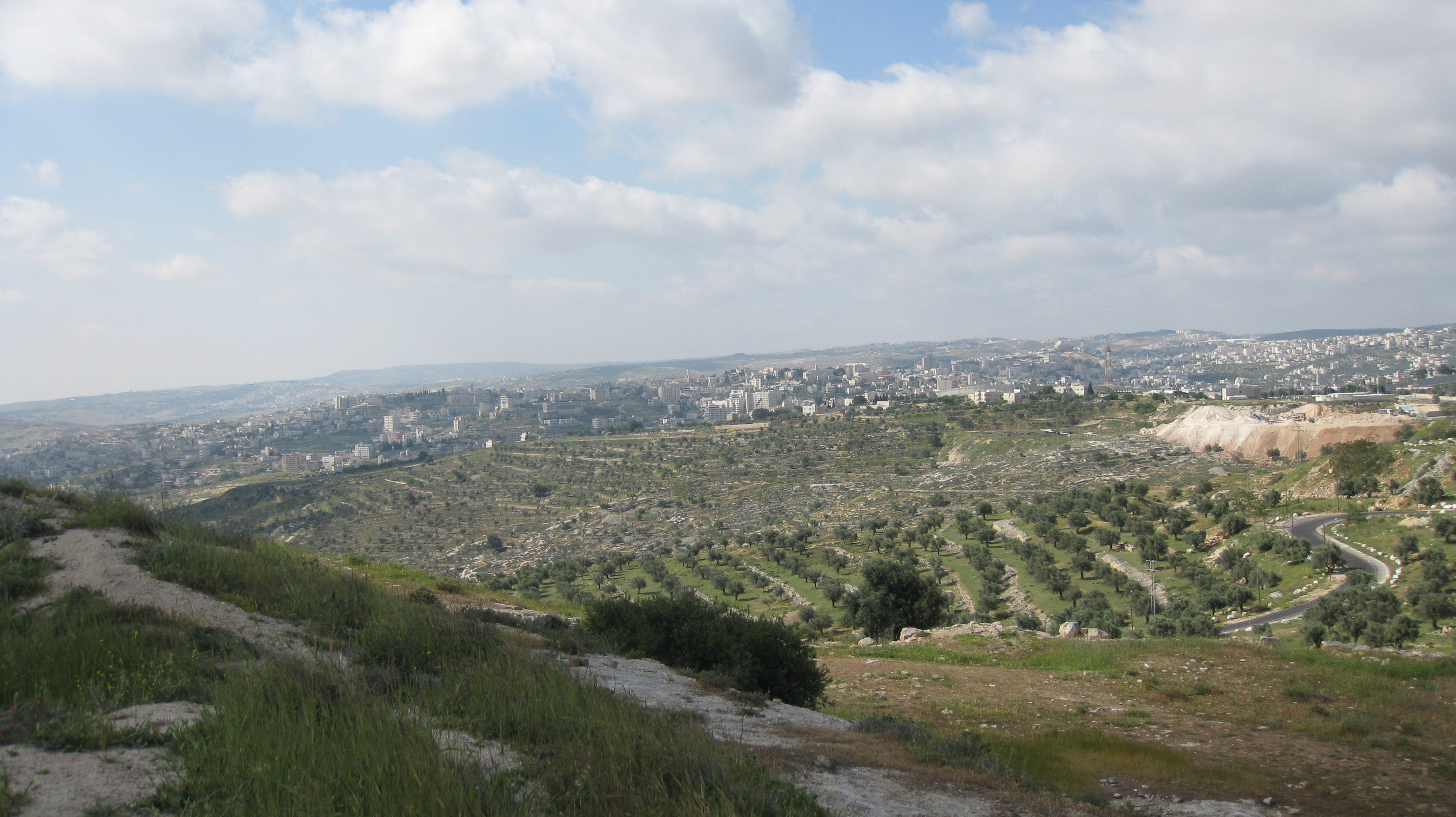
Una vista de Betlem d'avui.

Un enfocament per calcular l'any de naixement de Jesús es basa en l'anàlisi dels relats de la nativitat als evangelis de Lluc i de Mateu, juntament amb les fonts històriques corresponents.
La majoria dels experts no consideren les històries de la nativitat a Lluc i Mateu com històricament factuals. Per aquesta raó, no les consideren un mètode fiable per determinar la data de naixement. Karl Rahner afirma que els autors dels Evangelis se centren generalment en elements teològics en comptes de cronologies històriques. Tanmateix, tant Lluc com Mateu associen el naixement de Jesús amb el temps d'Herodes el Gran. Mateu 2:1 afirma que «Jesús va néixer a Betlem de Judea en dies del rei Herodes», i implica que Jesús podria haver tingut fins a dos anys en el moment en què van venir a visitar-lo els savis, abans de la mort d'Herodes. Lluc 1:5 menciona el regnat d'Herodes poc abans del naixement de Jesús, però consigna el naixement durant el cens de Quirí, deu anys més tard. La majoria dels erudits creuen que Lluc va cometre un error en referir-se al cens. Com a resultat, se sol acceptar una data de naixement entre els anys 6 i 4 aC, any en què va morir Herodes.
Cap relat de l'Evangeli no menciona l'època de l'any durant la qual tenen lloc els esdeveniments. Tanmateix, l'Evangeli segons Lluc menciona els pastors que tenen les ovelles al camp, la qual cosa implica un naixement durant la primavera, estiu o començaments de la tardor.
La celebració del Nadal com el dia del naixement de Jesús es basa en una data d'una festa pagana en comptes d'una anàlisi històrica. Als segle I i II, el dia del Senyor (diumenge) era la celebració cristiana més antiga, i incloïa una sèrie de temes teològics. Al segle ii, la resurrecció de Jesús es va convertir en una festa separada de la pasqua i, al mateix segle, l'Epifania va començar a celebrar-se a les esglésies orientals el 6 de gener. La festa del Nativitat, que posteriorment es va convertir en el Nadal, era una festa del segle IV de les esglésies occidentals, sobretot a Roma i al nord d'Àfrica, tot i que no se sap exactament on i quan se'n va celebrar la primera.
La font més antiga que indica el 25 de desembre com la data del naixement de Jesús és probablement Hipòlit de Roma, escriptor d'inicis del segle iii, basat en la suposició que la concepció de Jesús va tenir lloc en l'equinocci de primavera, que ell va col·locar el 25 de març, i després va afegir nou mesos; a continuació, se celebraven festivals en aquella data. Joan Crisòstom també va defensar una data del 25 de desembre al segle iv, basant el seu argument en el supòsit que l'ofrena d'encens a Lluc 1:8-11 va ser l'ofrena d'encens d'un alt sacerdot a principis d'octubre pel Yom Kippur, i, com anteriorment, va comptar quinze mesos en endavant. Tanmateix, això és probablement una justificació retrospectiva d'una elecció ja feta en comptes d'un vertader intent de derivar la data de naixement correcta.

### Retrocedint des del moment en què Jesús va començar a predicar

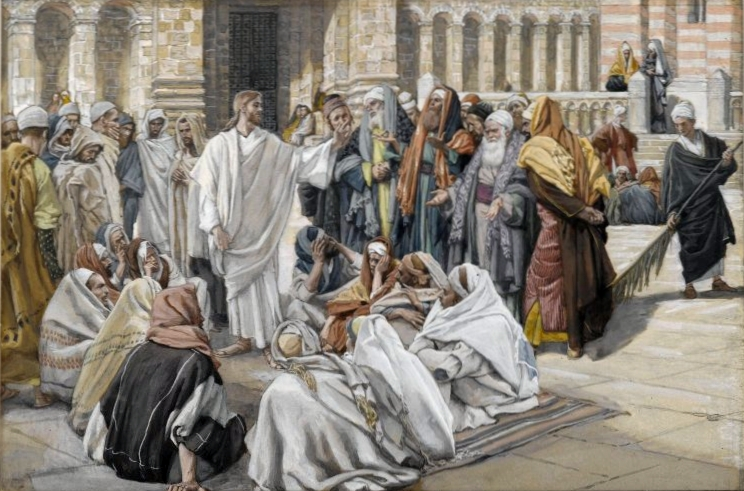
Disputa de Jesús i els fariseus, de James Tissot, c. 1890

Un altre punt de vista per calcular l'any de naixement funciona retrocedint des del moment en què Jesús va començar a predicar, basada en la declaració de Lluc 3:23, sobre que Jesús tenia «com uns trenta anys» aleshores.
L'interval de dates assumit generalment quan Joan Baptista estava actiu, basat en la referència de Lluc al regnat de Tiberi a Lluc 3:1-2 és d'aproximadament 28-29 dC, amb Jesús començant a predicar poc després. La data de Lluc en 28-29 dC es confirma de manera independent amb la referència de Joan 2:11 al Temple, al seu any 46 de construcció durant la Pasqua quan Jesús va començar el seu ministeri, la qual cosa correspon al 27-29 dC, segons estimacions acadèmiques.
Treballant cap enrere a partir del 29 dC, sembla que Jesús va néixer al voltant de l'any 2 aC. Aquest càlcul també es fa tenint en comptes que Herodes va morir l'any 4 aC.

## Anys de predicació

### El regnat de Tiberi i l'Evangeli segons Lluc

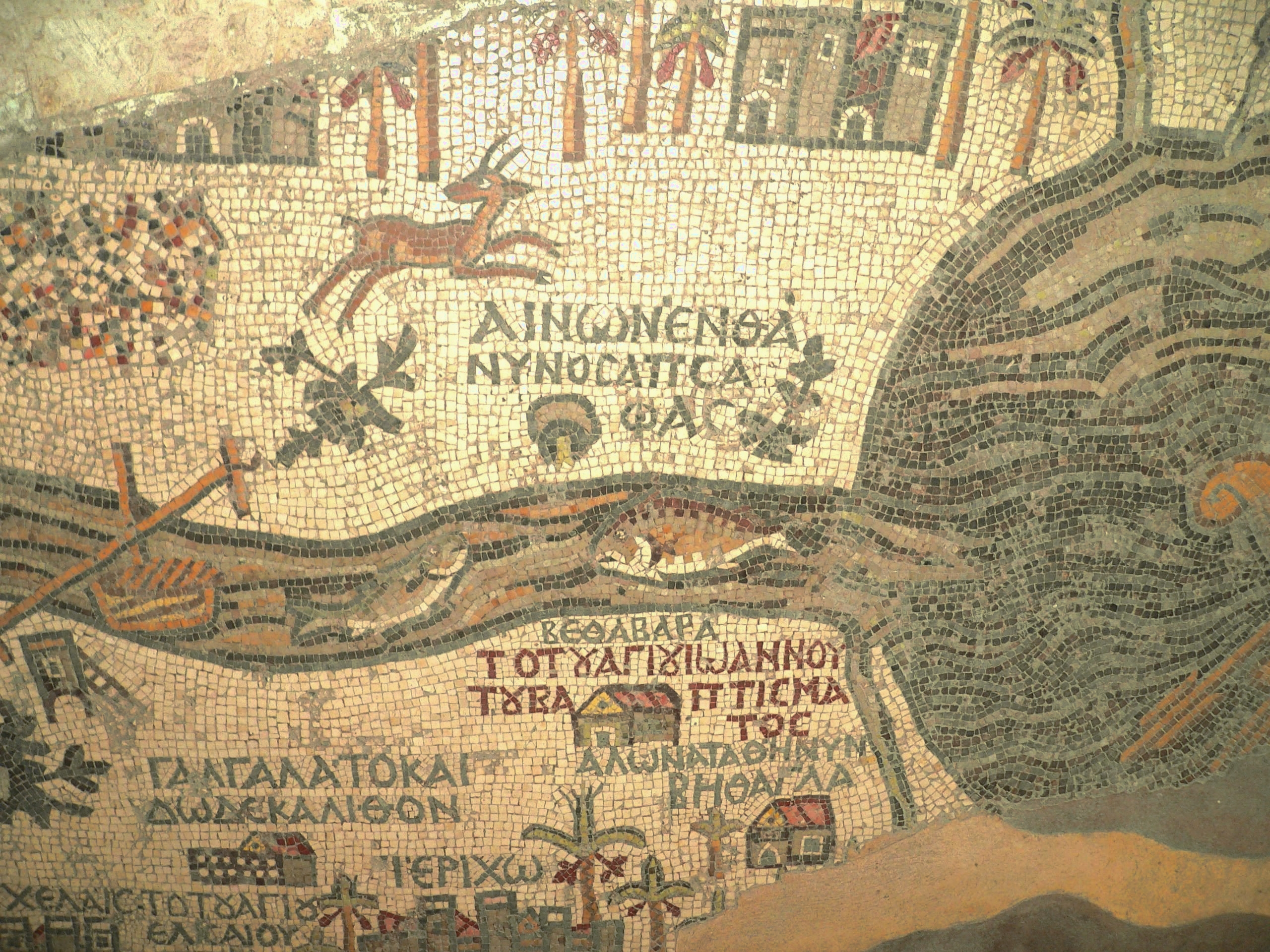
Part del mapa de Madaba, mostrant Betàbara, anomenant-la el lloc on Joan batejava.

Un dels mètodes per al càlcul de la data d'inici del ministeri de Jesús es basa en l'Evangeli segons Lluc; específicament, a la declaració de Lluc 3:1-2 sobre el ministeri de Joan Baptista, qui va precedir el de Jesús:
L'any quinzè del regnat de Tiberi Cèsar, mentre Ponç Pilat era governador de Judea, Herodes, tetrarca de Galilea, Filip, el seu germà, tetrarca d'iturea i de la regió de Traconítida, i Lisànies, tetrarca d'Abilene, durant el pontificat d'Annàs i de Caifàs, Déu va comunicar la seva paraula a Joan, el fill de Zacaries, en el desert.
El regnat de Tiberi va començar a la mort del seu predecessor Cèsar August el setembre del 14 dC, la qual cosa implica que el ministeri de Joan Baptista va començar a finals del 28 o començaments del 29 dC. El suggeriment alternatiu de Reisner és que Joan Baptista va començar el seu ministeri l'any 26 o 27 dC, perquè Tiberi va governar amb August durant dos anys abans de convertir-se en l'únic governant. Si fos així, l'any quinzè del regnat de Tiberi es comptaria des del 12 dC. Tanmateix, el suggeriment de Reisner és considerada com menys probable, atès que tots els grans historiadors romans que calculen els anys del regnat de Tiberi (com Tàcit, Suetoni i Cassi Dió) compten des del 14 dC l'any de la mort d'August. A més a més, l'evidència numismàtica mostra que Tiberi va començar a regnar el 14 dC.
Els Evangelis presenten el ministeri de Joan Baptista com precursor del de Jesús, i el seu baptisme marca l'inici del seu ministeri. Al seu sermó a Fets 10:37-38, a la casa de Corneli el Centurió, l'apòstol Pere ofereix una visió general del ministeri de Jesús, i es refereix al que havia succeït «per tot Judea, començant des de Galilea, després del baptisme que va predicar Joan» i que Jesús, a qui «Déu va ungir amb l'Esperit Sant i amb poder», havia anat «fent el bé i curant».

### El Temple de Jerusalem i l'Evangeli segons Joan

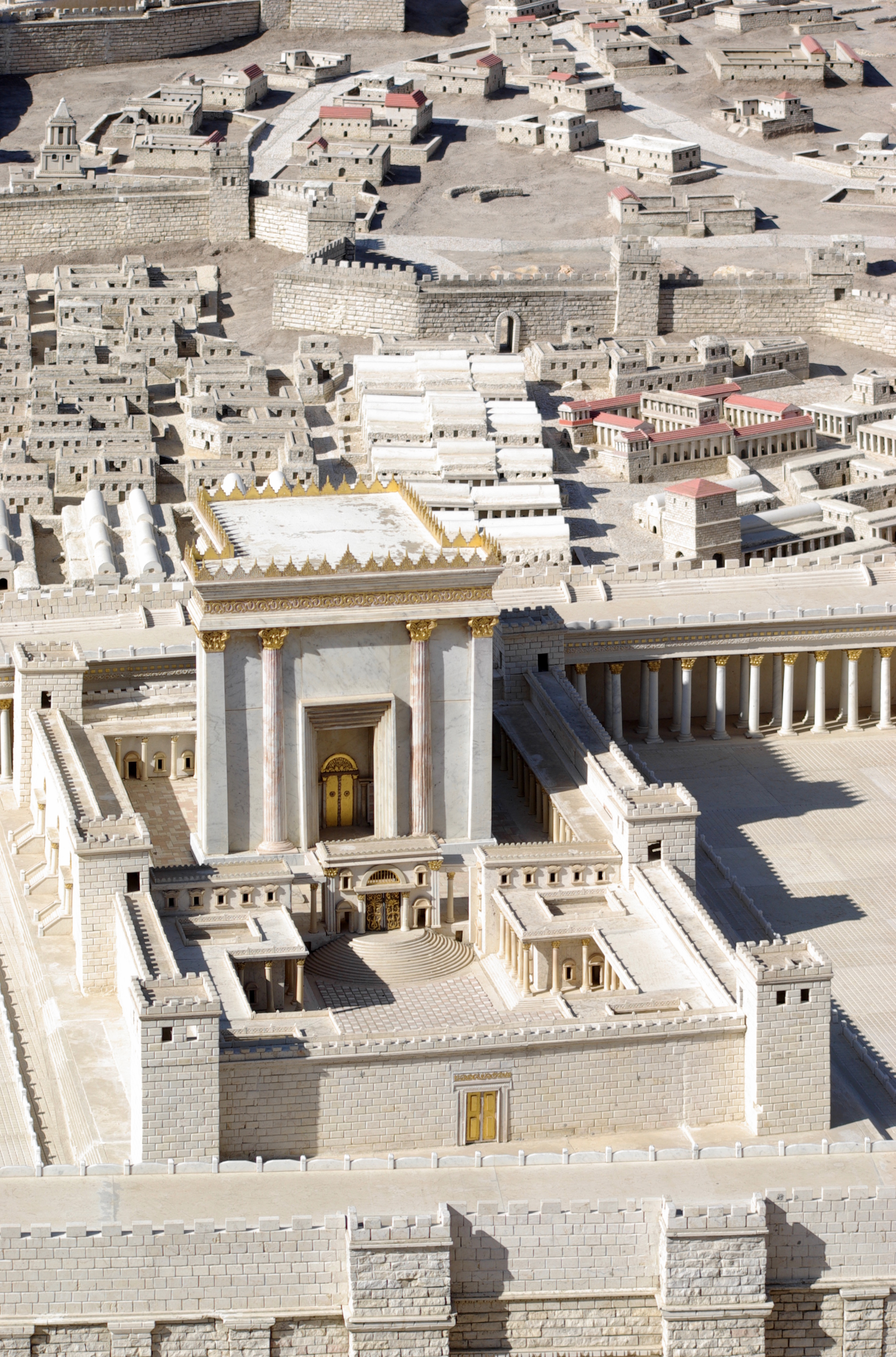
Temple de Jerusalem en temps d'Herodes, referit a Joan 2:13, com és imaginat en el model de Terra Santa a Jerusalem. A l'actualitat es troba adjacent al Santuari del Llibre, exhibit al Museu d'Israel, a Jerusalem.

Un altre mètode per calcular el començament del ministeri de Jesús sense dependre dels evangelis sinòptics és relacionar el registre a l'Evangeli segons Joan sobre la visita de Jesús al temple d'Herodes a Jerusalem amb les dades històriques sobre la construcció del Temple.
Joan 2:13 afirma que Jesús va anar al Temple a Jerusalem al voltant de l'inici de la seva carrera, i a Joan 2:20 es diu: «En quaranta-sis anys va ser edificat aquest temple, i tu en tres dies l'aixecaràs?».
El Temple d'Herodes a Jerusalem va ser una construcció àmplia i de llarg termini sobre el Mont del Temple, que mai no va ser acabat completament, àdhuc en el moment en què va ser destruït pels romans l'any 70 dC. Tenint ciutats senceres construïdes com Cesarea Marítima, Herodes va veure la construcció del Temple com un monument fonamental, colossal. La dedicació del Temple inicial va anar seguida per un període de construcció de 17 o 18 mesos, just després de la visita d'August a Síria.
Flavi Josep (Antiguitats judaiques 15.11.1) afirma que la reconstrucció del Temple la va començar Herodes l'any 18 del seu regnat. Això no obstant, hi ha una incertesa sobre com Flavi Josep es refereix i calcula les dates, sobre quin esdeveniment va marcar l'inici del regnat d'Herodes, i si la data inicial es refereix al Temple interior, o la posterior construcció. Per això molts estudiosos arriben a datacions lleugerament diferents per a la data exacta de l'inici de la construcció del Temple, variant per uns pocs anys en el seu càlcul final de la data de la visita de Jesús. Atès que havien passat 46 anys de construcció, el millor càlcul acadèmic per quan Jesús va predicar-hi és sobre l'any 29 dC.

### Referència de Flavi Josep a Joan Baptista
Tant els Evangelis i l'historiador del segle I Flavi Josep, a la seva obra Antiguitats judaiques, al·ludeixen a Herodes Antipas com l'assassí de Joan Baptista, i al matrimoni d'Herodes i Heròdies; establint dues connexions clau entre Josep i els episodis bíblics. Josep es refereix a la detenció i execució de Joan Baptista per Herodes Antipas i que Heròdies va deixar el seu marit per casar-se amb Antipas, desafiant així la llei jueva.

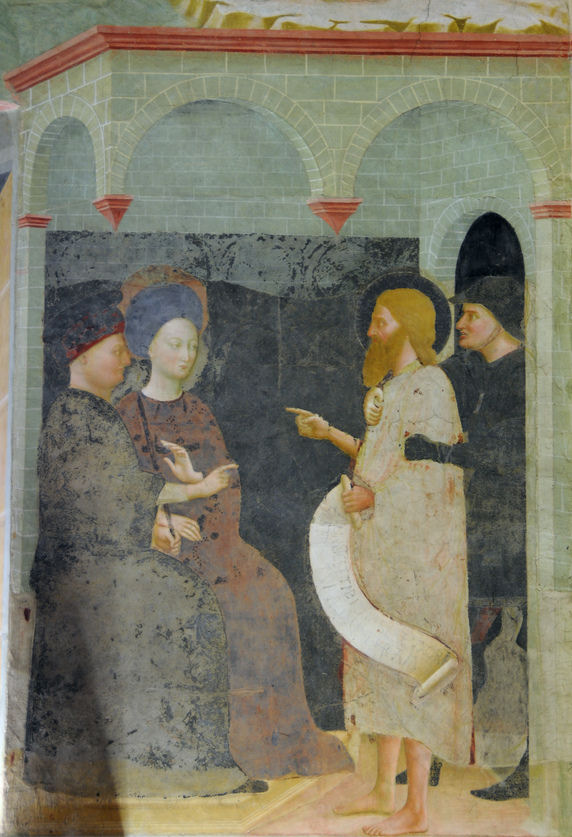
Juan Baptista reprèn Herodes. Fresc de Masolino, 1435.

Flavi Josep i els Evangelis difereixen, tanmateix, en els detalls i els motius, per exemple, si l'execució va ser una conseqüència de la unió d'Herodes Antipas i Heròdies (com s'indica a Mateu 14:4 i Marc 6:18) o una mesura preventiva d'Herodes, que possiblement va tenir lloc abans del casament per sufocar un possible alçament basat en les observances de Joan, com suggereix Josep a Antiguitats judaiques 18.5.2.
L'any exacte del matrimoni d'Herodes Antipas i Heròdies és objecte de debat entre els estudiosos. Mentre que alguns experts daten l'any del matrimoni entre el 27 i el 31 dC, d'altres tendeixen a aproximar una data tan tardana com el 35 dC, si bé aquesta datació té molt més poc suport. A la seva anàlisi de la vida d'Herodes, Harold Hoehner calcula que l'empresonament de Joan Baptista probablement va tenir lloc al voltant dels anys 30-31 dC. La International Standard Bible Encyclopedia calcula la mort de Joan Baptista cap als anys 31-32 dC.
Josep afirma (Antiguitats 18.5.2) que la derrota d'Herodes Antipas (36 dC) als conflictes contra Aretes IV de Nabatea va ser considerada pels jueus de l'època com una desgràcia provocada per la injusta execució de Joan Baptista. Tenint en compte que el Baptista va ser executat abans de la derrota d'Herodes per Aretes, i sobre la base dels càlculs científics de la data aproximada del matrimoni d'Herodes Antipas i Heròdies, l'última part del ministeri de Joan Baptista i, per tant, part del ministeri de Jesús, cau dins de l'interval de temps històric del 28 al 35 dC, amb l'últim any el 35 dC amb el menys suport entre els erudits.

## Data de la mort

### Prefectura de Ponç Pilat
Els quatre evangelis canònics afirmen que Jesús va ser crucificat durant la prefectura de Ponç Pilat.
Los cuatro evangelios canónicos afirman que Jesús fue crucificado en la prefectura de Poncio Pilato.(Mateu 27:27-61; Marc 15:1-47; Lluc 23:25-54; Joan 19:1-38).
A Antiguitats judaiques (escrita al voltant del 93 dC), Josep hi afirma (Antiguitats 18.3) que Jesús va ser crucificat per ordre de Pilat. La majoria dels estudiosos estan d'acord que, si bé aquesta referència inclou algunes interpolacions cristianes posteriors, originàriament incloïa una referència a l'execució de Jesús sota Pilat.
Al segle ii, l'historiador romà Tàcit a Anales (c. 116 dC), descriu la persecució dels cristians per Neró i afirma (Anales 15.44) que Jesús havia estat executat per ordre de Pilat, durant el regnat de Tiberi (emperador entre el 18 de setembre del 14 dC i el 16 de març del 37 dC).
D'acord amb Flavi Josep, Ponç Pilat va ser governador de Judea entre el 26 dC fins que va ser reemplaçat per Marcel, l'any 36 o 37 dC, establint la data de la mort de Jesús entre mínim el 26 dC i màxim el 37 dC.

### Regnat d'Herodes Antipas
A l'Evangeli segons Lluc, mentre que Jesús es troba a la cort de Pilat, ell s'adona que Jesús és galileu i, per tant, està sota la jurisdicció d'Herodes Antipas. Tenint en compte que Herodes era a Jerusalem en aquell moment, Pilat va decidir enviar-li Jesús perquè el jutgés.
Aquest episodi és descrit únicament a l'Evangeli segons Lluc (Lluc 23:7-15), mentre que alguns estudiosos han posat en dubte l'autenticitat d'aquest episodi, la International Standard Bible Encyclopedia afirma que és coherent amb els evangelis.
Herodes Antipas, un fill d'Herodes el Gran, va néixer abans de l'any 20 aC i va ser exiliat l'estiu del 39 dC després d'una llarga intriga que va involucrar Cal·lígula i Herodes I Agripa, net del seu pare. Aquest episodi indica que la mort de Jesús va tenir lloc abans del 39 dC.

### Conversió de Pau

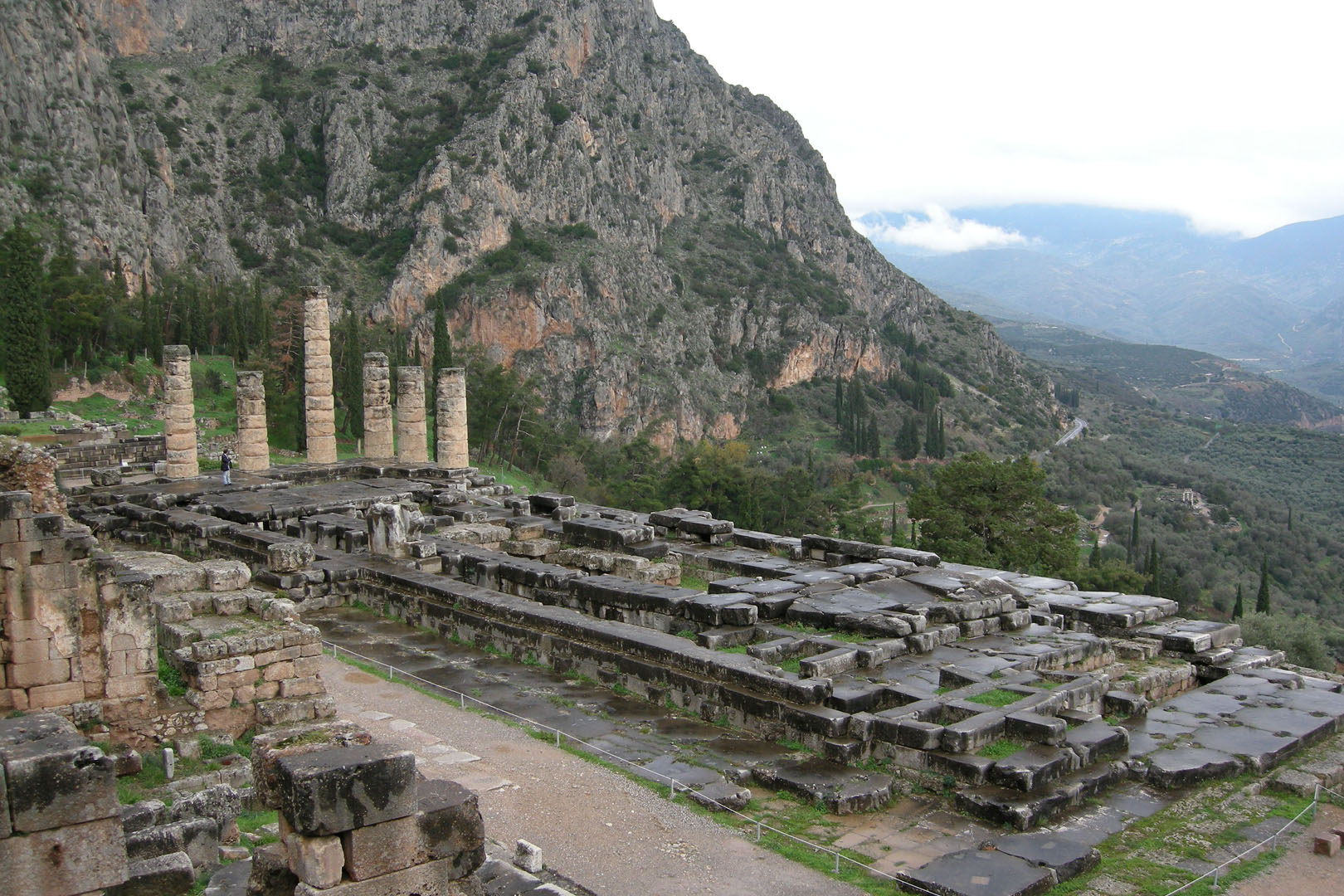
El Temple d'Apol·lo a Delfos, Grècia, on la inscripció de Delfos va ser descoberta a inicis del.

Un altre enfocament per calcular un límit superior per a l'any de la mort de Jesús és l'estimació de la data de la conversió de Pau, que els registres del Nou Testament l'emplacen en algun temps després de la mort de Jesús. La conversió de Pau de Tars és discutida tant a les Epístoles Paulines com als Fets dels Apòstols.
A la Primera carta als corintis (1 Corintis 15:3-8) Pau es refereix a la seva conversió. Els Fets dels Apòstols inclouen tres referències seprades a la seva experiència de conversió, a Fets 9, Fets 22 i Fets 26.
L'estimació de l'any de la seva conversió es basa en treballar retrospectivament des del seu judici davant Luci Juni Gal·lió a Acaia, Grècia (Fets 18:12-17), al voltant de l'any 51-52 dC, a una data derivada del descobriment i publicació, el 1905, de quatre fragments de pedra, parts de la inscripció de Delfos, prop de Corint. La inscripció conserva una carta de Claudi amb relació a Gal·lió, datada durant l'aclamació 26a de Claudi, en algun moment entre el gener del 51 i l'agost del 52 dC.
Sobre aquesta base, la majoria dels historiadors estimen que Gal·lió (germà de Sèneca) es va convertir en procònsol entre la primavera del 51 dC i l'estiu del 52 dC, i que el seu càrrec va acabar com a màxim el 53 dC. S'assumeix generalment que el judici de Pau està ubicat a la part més primerenca de la tinença de Gal·lió, basat en la referència (Fets 18:2) de la seva reunió a Corint amb Priscil·la i Àquila, que havien estat expulsats recentment de Roma pel decret de l'emperador Claudi d'expulsar els jueus de la ciutat, expulsió datada el 49-50 dC.
D'acord amb el Nou Testament, Pau va passar divuit mesos a Corint, aproximadament disset anys després de la seva conversió Gàlates 2:1-10 assenyala que Pau va tornar a Jerusalem catorze anys després de la seva conversió, i diverses missions (de vegades amb Bernabeu), tals com les de Fets 11:25-26 i 2 Corints 11:23-33, apareixen al llibre dels Fets. L'estimació científica generalment acceptada per a la data de la seva conversió és del 33-36 dC, col·locant la mort de Jesús abans d'aquest interval.

### Anàlisi astronòmica

#### Mètode de Newton

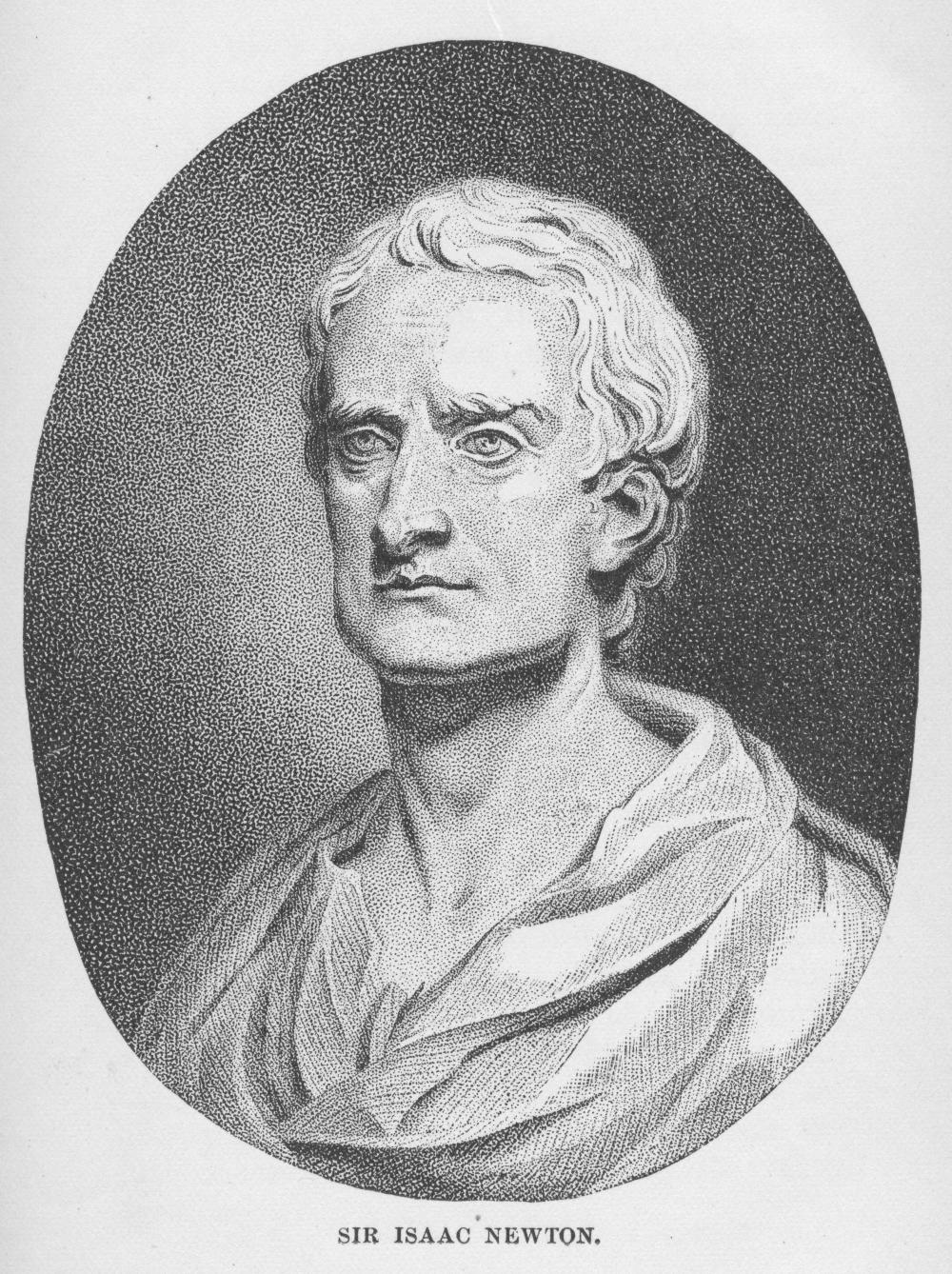
Isaac Newton.

Els quatre evangelis estan d'acord que la crucifixió va succeir durant la Pasqua, i els quatre evangelis coincideixen que Jesús va morir unes hores abans de l'inici del sàbat, és a dir, que va morir abans del capvespre d'un divendres (Mateu 27:62, 28:1; Marc 15:42; Lluc 23:54 i Joan 19:31, 42). El consens dels estudiosos moderns ho corroboren, tot i que també s'assenyala que hagi pogut passar un dimecres. Al calendari oficial del festival de Judea, emprat pels sacerdots del Temple, el temps de Pasqua s'hi defineix amb tota precisió. El sacrifici dels anyells per a la Pasqua va tenir lloc entre les 15.00 i les 17.00 del dia 14 del mes jueu de nissan (corresponent a març/abril del calendari actual). El sopar de Pasqua va començar en sortir la lluna (necessàriament la lluna plena) aquella nit, ço és, a l'inici del 15 de nissan (Levític 23:5; Nombres 28:16). Hi ha una discrepància aparent d'un dia als relats evangèlics de la crucifixió, la qual cosa també ha estat objecte de debat. A l'Evangeli segons Joan, es fa constar que el dia del judici i l'execució de Jesús va ser el dia abans de Pasqua (Joan 18:28, 19:14), per la qual cosa Joan col·loca la crucifixió el 14 de nissan. La interpretació correcta dels sinòptics és menys clara. Així doncs, alguns erudits creuen que els quatre evangelis col·loquen la crucifixió el dia divendres 14 de nissan, d'altres creuen que d'acord amb els sinòptics es va produir el dia divendres 15 de nissan. El problema que cal resoldre és el de determinar en quin dels anys del govern de Ponç Pilat (26-36 dC) el 14 i el 15 de nissan va caure en divendres.
El 1733, Isaac Newton va considerar únicament el rang del 31 al 36 dC i va calcular que el requisit és només divendres 3 d'abril del 33 dC, i 23 d'abril del 34 dC. L'última data només va poder caure en divendres si un excepcional mes de traspàs hagués estat introduït aquell any, però això últim va ser afavorit per Newton. Al segle xx, la visió estàndard es va convertir en la de J.K: Fotheringham, qui el 1910 va suggerir el 3 d'abril del 33 dC, sobre la base de la seva coincidència amb un eclipse lunar. A la dècada de 1990, Bradley E. Schaefer i J.P. Pratt, seguint un mètode semblant, van arribar a la mateixa data. També d'acord amb Humphreys i Waddington, el calendari jueu lunar deixa únicament dues dates possibles dins del regnat de Ponç Pilat per a la mort de Jesús, i ambdues haurien estat un 14 de nissan com s'especifica a l'Evangeli segons Joan: divendres 7 d'abril del 30 dC i divendres 3 d'abril del 33 dC.
La dificultat ara és que el calendari jueu no estava basat en càlculs astronòmics, sinó en l'observació del cel. És possible establir la fase de la lluna en un dia determinat fa dos mil anys, però no si estava amagada per núvols o boira. Incloent-hi la possibilitat que un cel ennuvolat va amagar la lluna, i suposant que les autoritats jueves eren conscients que els mesos lunars només poden ser de 29 o 30 dies de durada, llavors el requisit del divendres podria també haver estat acomplert, durant el mandat de Ponç Pilat, l'11 d'abril del 27 dC. Una altra data possible sorgeix si les autoritats jueves van passar a afegir un anormal mes de traspàs per compensar una temporada de collites de retard: això produiria una possibilitat addicional durant el temps de Pilat, que és afavorida per la data de Newton: el 23 d'abril del 34 dC. Colin Humphreys calcula però rebutja les dates dels anys 27 i 34 dC sobre la base que la primera és massa aviat per ser compatible amb Lluc 3:1-2 i la segona és probablement massa tard per ser compatible amb la línia temporal de Pau.

#### Mètode de l'eclipsi

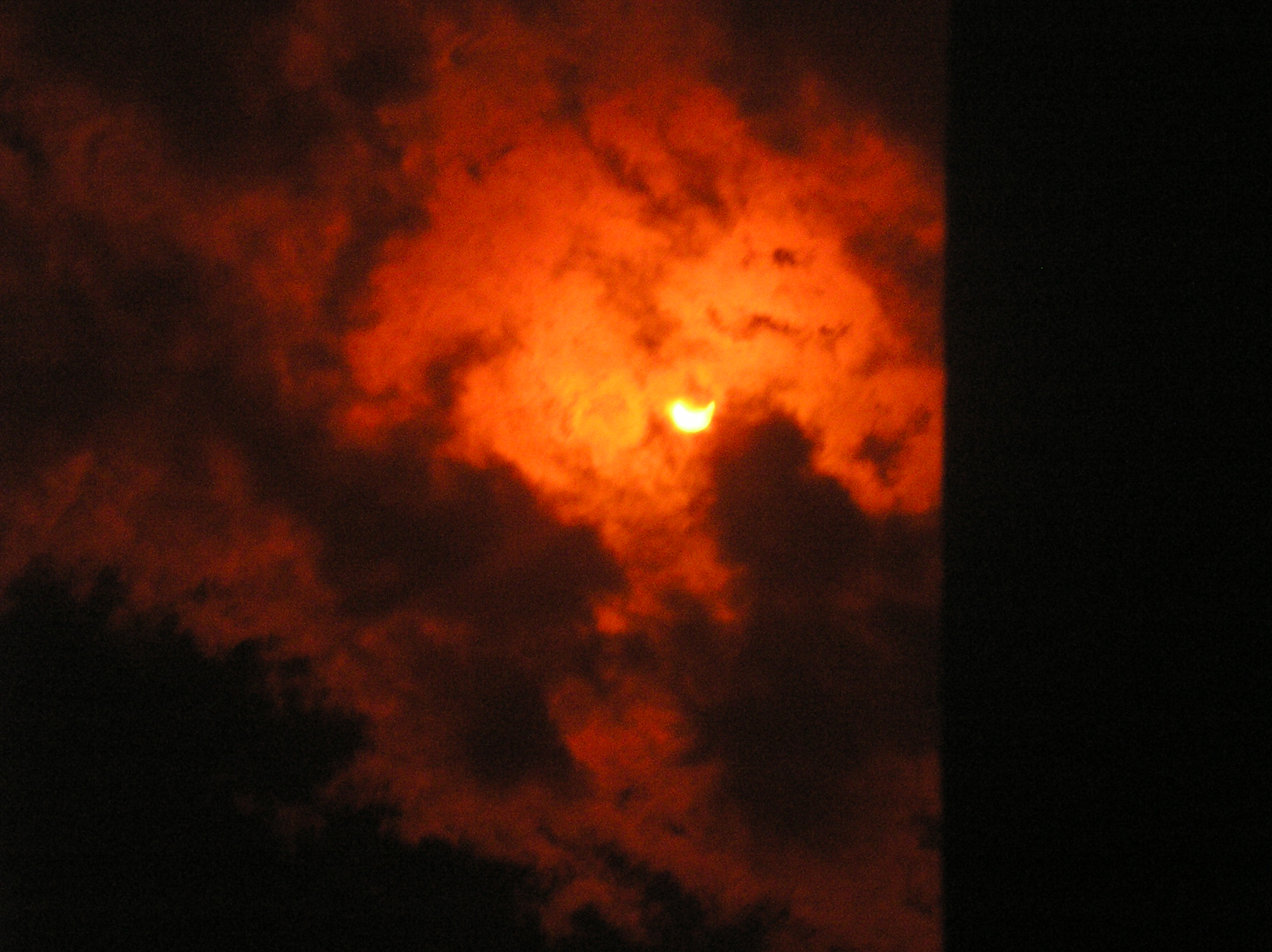
Un eclipsi solar, agost de 2008.

Un eclipsi lunar és potencialment al·ludit a Fets 2:14-21: «El sol es convertirà en tenebres, i la lluna en sang, abans que vingui el dia del Senyor», com ho assenyala Colin Humphreys i l'astrònom Graeme Waddington. En realitat hi havia un eclipsi lunar el 3 d'abril del 33 dC, data que coincideix amb una de les possibles dates astronòmiques per a la crucifixió de Newton. Humphreys i Waddington han calculat que a l'antiga Jerusalem aquest eclipsi hauria estat visible des de la sortida de la lluna a les 18.20 h, com un eclipsi parcial del 20% (una lluna plena amb un tros potencialment vermell absent a la part superior esquerra del disc lunar). Proposen que una gran part de la població jueva hauria estat testimoni d'aquest eclipsi, atès que haurien estat esperant la posta del sol a l'oest i immediatament després l'anticipada pujada de la lluna plena a l'est, com el senyal prescrit per iniciar el sopar de Pasqua. Humphreys i Waddington, per tant, suggereixen un escenari on Jesús va ser crucificat i mort a les 15.00 h del dia 3 d'abril del 33 dC, seguit d'un eclipsi parcial de lluna vermella en sortir a les 18.20 h, essent observada per la població jueva, i que Pere recorda aquest estiu durant la predicació de la resurrecció als jueus (Fets 2:14-21). L'astrònom Bradley Schaefer concorda amb la data de l'eclipsi, però assenyala que la lluna eclipsada no hauria estat visible en aquell moment a Jerusalem.
Un altre enfocament consisteix en la referència dels sinòptics a un període de tres hores de foscor sobre tota la terra el dia de la crucifixió, que el registre de Lluc (Lluc 23:45: τοῦ ἡλίου ἐκλιπόντος, 'el sol es va enfosquir') descriu com un eclipsi. Tot i que els estudiosos moderns consideren que això és un recurs literari comú entre els escriptors antics en comptes d'una descripció d'un esdeveniment real, alguns autors han intentat identificar un fenomen astronòmic datable. No va poder ser un eclipsi solar, car això no podria tenir lloc durant la Pasqua. El 1983, els astrònoms Humphreys i Waddington van assenyalar que la referència a un eclipsi solar no es troba a cap versió de Lluc i argumenten que l'eclipsi solar era una esmena errònia posterior d'un escriba del que era en realitat un eclipsi lunar. Aquesta és una afirmació que l'historiador David Henige descriu com «indefensable» i «insostenible». Humphreys i una sèrie d'erudits han argumentat com a alternativa de l'enfosquiment del sol com un fenomen causat per un khamsin, és a dir, una tempesta de sorra, que pot passar a mitjans de març i maig a l'Orient Mitjà i que no sol durar gaires hores.
En una revisió del llibre de Humphreys, el teòleg William R. Telford assenyala que les parts no astronòmiques del seu argument de l'eclipsi lunar estan basades en la suposició que les cronologies descrites al Nou Testament són històriques i amb base als testimonis oculars, assumint de manera acrítica declaracions tals com les "tres Pasqües diferents a Joan" i la declaració de Mateu que Jesús va morir a l'hora novena. També destaca que Humphreys fa servir algunes fonts dubtoses, com la suposada carta de Pilat a Tiberi Cèsar.

#### Mètode de la doble Pasqua
Al relat de la crucifixió, els evangelis sinòptics emfatitzen que Jesús va celebrar un últim sopar de Pasqua (Marc 14:12, Lluc 22:15) abans de la seva crucifixió, la qual cosa contrasta fortament amb l'Evangeli independent de Joan, que és explícit en què la Pasqua oficial «jueva» (Joan 11:55) va començar al capvespre després de la mort de Jesús. Al seu llibre de 2011, Colin Humphreys proposa una solució a aquesta aparent discrepància postulant-hi que el sopar pasqual «sinòptic» de Jesús en realitat va tenir lloc dos dies abans de la Pasqua «jueva» de Joan, perquè la primera es calcula el suposat calendari lunar original jueu (en si, basat en el calendari lunar litúrgic egipci putativament introduït als israelites per Moisès al segle xiii aC i que encara es fa servir avui dia pels samaritans). La Pasqua oficial «jueva», en contrast, era determinada per un ajustament del calendari jueu que havia estat modificat durant la deportació a Babilònia al segle vi aC. Aquest calendari jueu modificat és habitual entre la majoria dels jueus avui dia. Una diferència bàsica rau en la determinació del primer dia del novè mes: mentre que els samaritans utilitzen la calculada (perquè és per definició invisible) lluna nova, els jueus convencionals utilitzen la primera observació de la fina lluna creixent que té lloc 30 hores després.
L'altra diferència bàsica rau en el fet que el calendari samarità fa servir un dia des de l'alba fins a l'alba següent, mentre que el calendari jueu oficial fa servir un dia des de la posta de sol fins a la següent posta de sol. A causa d'aquestes diferències, la Pasqua samaritana succeeix normalment un dia abans de la Pasqua jueva (i, en certs anys, dos o més dies abans). L'any de la crucifixió de Jesús es pot calcular preguntant-se en quin dels dos anys astronòmicament possibles del 30 i 33 dC hi ha una diferència de temps entre l'últim sopar i la crucifixió que és compatible amb la línia temporal de l'Evangeli dels últims 6 dies de la vida de Jesús. Els càlculs astronòmics mostren que una hipotètica data del 30 dC requeriria un incompatible sopar en dilluns, mentre que una data del 33 dC ofereix un compatible últim sopar dimecres 1 d'abril del 33 dC, seguida d'una compatible crucifixió de divendres 3 d'abril del 33 dC.
Atesos aquests supòsits, argumenta que la data calculada per a dimecres 1 d'abril del 33 dC per al Sant Sopar permet que els quatre relats de l'evangeli siguin astronòmicament correctes, amb Jesús celebrant la Pasqua dos dies abans de la seva mort, seguint el calendari original mosaic; i les autoritats jueves celebrant la Pasqua just després de la crucifixió, utilitzant el calendari modificat babilònic. Altrament, la tradició cristiana de la celebració de l'Últim Sopar seria un anacronisme. La cronologia calculada, a propòsit, és compatible amb la narrativa de Joan, que Jesús va morir divendres 3 d'abril de l'any 33 dC a les 15.00 hores, en el mateix moment que els anyells de Pasqua eren sacrificats.
En una revisió del llibre de Humphreys, el teòleg William Telford replica que l'esquema de dies diferents de la Setmana Santa de l'Evangeli «és artificial, així com una construcció incompatible». Com Telford havia asseyalat al seu propi llibre el 1980, «l'estructura inicial de tres dies que es troba a [Marc 11] és ocasionada per la unió purament redaccional de l'estranya història de la figuera amb l'entrada triomfal i la depuració de les tradicions del Temple, i no és una cronologia sobre la qual es pugui basar qualsevol reconstrucció històrica».

### Debat acadèmic sobre l'hora de la mort
L'estimació de l'hora de la mort de Jesús sobre la base dels relats del Nou Testament ha estat objecte de debat entre els estudiosos, atès que hi ha una clara diferència entre els registres als sinòptics i l'Evangeli segons Joan. Al relat sinòptic, l'Últim Sopar té lloc a la primera nit de la Pasqua, que és definida a la Torà com la nit després de l'alba del 14 de nissan, i la crucifixió és el 15 de nissan. Tanmateix, a l'Evangeli segons Joan el judici de Jesús té lloc abans del sopar de Pasqua i la condemna té lloc el dia de la preparació, abans de la Pasqua. El relat de Joan col·loca la crucifixió el 14 de nissan, car la llei ordenava que l'anyell havia de sacrificar-se entre les 15.00 i les 17.00 h, i s'havia de menjar abans de la mitjanit d'aquell dia. Aquest enteniment s'ajusta bé amb la tipologia de l'Antic Testament, en què Jesús va entrar a Jerusalem per identificar-se a si mateix com l'anyell pasqual el dia 10 de nissan, fou crucificat i va morir a les 15.00 de la tarda del 14 de nissan, al mateix temps, el Summe Sacerdot hauria sacrificat l'aneyll pasqual, i va ressuscitar abans de l'alba del dia 16 de nissan, com una mena d'ofrena dels primers fruits.
És problemàtic de conciliar la cronologia presentada per Joan amb la tradició sinòptica, en què l'Últim Sopar va ser un sopar de la Pasqua. Alguns estudiosos han presentat arguments per conciliar els relats, tot i que Raymond Brown, tot revisant-los, va arribar a la conclusió que no és fàcil de fer. L'un implica el suggeriment que per a Jesús i els seus deixebles, la Pasqua podria haver començat a l'alba de dijous, mentre que per als jueus tradicionals no hauria començat fins al capvespre d'aquell mateix dia. L'altre és que Joan va seguir la pràctica romana de calcular el nou dia a partir de la mitjanit, sobre el càlcul jueu. Tanmateix, aquesta pràctica romana va ser emprada només per a contractes de cites i arrendaments.